# والتر بلومه
والتر بلومه (انگلیسی: Walter Blume; ۱۰ ژانویهٔ ۱۸۹۶ – ۲۷ مهٔ ۱۹۶۴) خلبان تک‌خال جنگ جهانی اول و اهل آلمان بود.
وی ۲۸ پیروزی هوایی در کارنامه‌ی خود دارد و برندهٔ جوایزی همچون پور لی میریت شده‌است. بعد از جنگ جهانی اول، یکی از طراحان اصلی هواپیما در آلباتروس فلوکتسایک‌ورک و نیز شرکت آرادو فلوکتسایک‌ورک شد.